# Соколовский, Зиновий Михайлович
Зиновий Михайлович Соколовский (укр. Зиновій Михайлович Соколовський), также употребляются варианты отчества Мусеевич (укр. Мусійович) и Моисеевич (укр. Мойсейович) (31 декабря 1917 (13 января 1918), Харьков, Украинская ССР — 18 октября 1975, там же) — советский украинский учёный-правовед, специалист в области уголовного процесса и криминалистики. Участник Великой Отечественной войны. Доктор юридических наук. Большую часть своей карьеры работал в Харьковском научно-исследовательском институте судебных экспертиз имени Заслуженного профессора Н. С. Бокариуса, где возглавлял отдел криминалистической идентификации и судебно-почерковедческую лабораторию. Ученик М. М. Гродзинского.

## Биография
Зиновий Соколовский родился 13 января 1918 года в Харькове. В семнадцать лет поступил в Харьковский машиностроительный институт, но не окончил его и уже в 1936 году перевёлся в Харьковский юридический институт, где был принят сразу на второй курс. В 1939 году он окончил юридический институт и остался учиться в аспирантуре этого вуза при кафедре уголовного процесса. Однако из-за начала Великой Отечественной войны институт приостановил свою работу, а Соколовский был принят на службу в контрразведывательное подразделение НКВД «Смерш», где сначала был следователем, а затем возглавил один из следственных отделов. Служил на Северо-Кавказском, Прибалтийском и Закавказском фронтах. Был награждён орденами Отечественной войны II степени (10 октября 1944) и Красной Звезды (9 октября 1943), а также медалями «За отвагу» и «За оборону Кавказа». Завершил службу в звании капитана.
В 1946 году Соколовский был демобилизован и возобновил учёбу в аспирантуре Харьковского юридического института, которую окончил спустя два года. После этого был принят на работу в этот же вуз на должности преподавателя и начальника учебной части института. В 1949 году в родном вузе он защитил диссертацию на соискание учёной степени кандидата юридических наук по теме «Кассационные основания в советском уголовном процессе». Научным руководителем кандидатской диссертации выступил профессор Мориц Гродзинский, а официальными оппонентами — профессор В. И. Вильнянский и доцент В. А. Познанский. Тогда же он был переведён работать в Среднюю Азию, где два года преподавал уголовный процесс в Среднеазиатском государственном университете и Ташкентском юридическом институте.
В 1952 году Зиновий Михайлович возвратился в Харьков, где был принят на работу в Научно-исследовательский институт судебных экспертиз имени Заслуженного профессора Н. С. Бокариуса на должность старшего научного сотрудника. Занимался изучением вопросов, связанных с уголовным процессом, криминалистикой, общетеоретическими проблемами судебной экспертизы и судебным почерковедением. Спустя семь лет после начала работы в НИИ судебных экспертиз ему было присвоено учёное звание старшего научного сотрудника. В 1968 году в Харьковском юридическом институте он защитил диссертацию на соискание учёной степени доктора юридических наук по теме «Проблемы использования в уголовном судопроизводстве специальных знаний при установлении причинной связи явлений (криминалистическое и процессуальное исследование)». Во время защиты данной работы его официальными оппонентами были профессора А. И. Винберг, Д. С. Карев и А. Н. Колесниченко.  По разным данным соответствующая учёная степень была присуждена Соколовскому в 1968 или 1969 году. В 1968 году он получил повышение и занял должности руководителя группы информации и обобщения и заведующего отделом криминалистической идентификации, а в следующем году — заведующего лабораторией почерковедческий исследований.
Зиновий Соколовский скончался 18 октября 1975 года в Харькове.